# Vincent Regan
Vincent Regan, född 16 maj 1965, är en brittisk skådespelare.
Regan har bland annat medverkat i TV-serierna Before We Die och One Piece. Han har även medverkat i filmen Snow White and the Huntsman.

## Filmografi (i urval)
- 1994 – Black Beauty
- 2001 – Black Knight
- 2004 – Troja
- 2007 – 300
- 2010 – Clash of the Titans
- 2011 – Lockout
- 2012 – Snow White and the Huntsman
- 2017–2018 – Snatch (TV-serie)
- 2021–2023 – Before We Die (TV-serie)
- 2023 – One Piece (TV-serie)